# ریک مایال

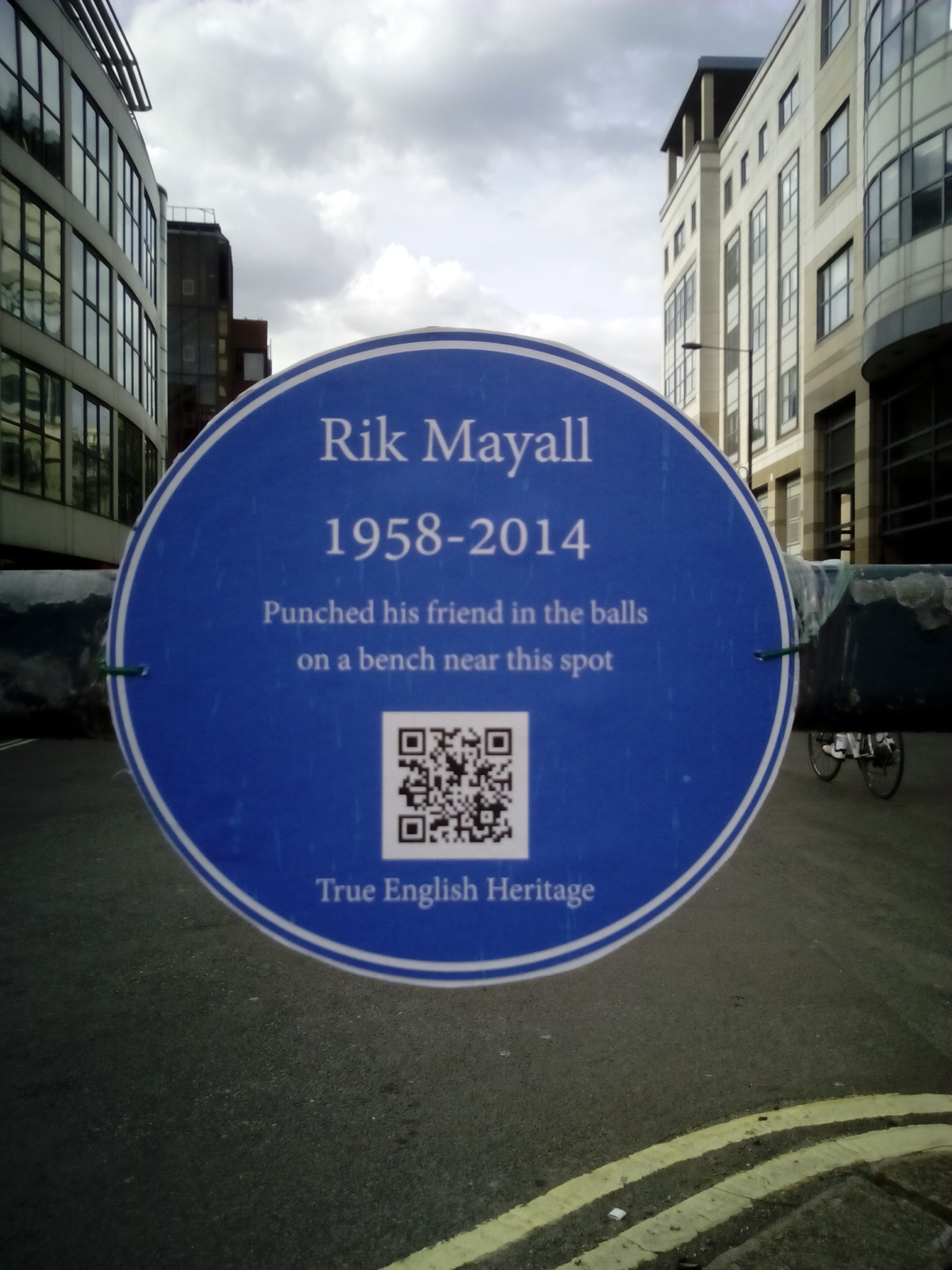
بازیگر سینما، هنرپیشه، کمدین، و نویسنده اهل بریتانیا

ریک مایال (انگلیسی: Rik Mayall; ۷ مارس ۱۹۵۸ – ۹ ژوئن ۲۰۱۴) یک بازیگر سینما، هنرپیشه، کمدین، و نویسنده اهل بریتانیا بود. مایال در حالی که دانشجو در دانشگاه منچستر بودند و از پیشگامان کمدی جایگزین در دهه۱۹۸۰ بود، با آد ادموندسون همکاری نزدیک داشت.
وی بازیگر فیلم‌هایی همچون گرگ‌نمای آمریکایی در لندن، هری پاتر و سنگ جادو، مارپل آگاتا کریستی، دراپ دد فرد، کبوتر بی‌باک (صداپیشه)، کوین شمال، چرچیل: سال‌های هالیوود و باب‌اسفنجی شلوارمکعبی (صداپیشه) بوده‌است.

## جوایز و نامزدها
- ۱۹۹۳ - جایزه کمدی بریتانیا برای بهترین بازیگر کمدی تلویزیونی
- برنده ۱۹۹۷ - جایزه Primetime Emmy برای عملکرد برجسته صدا - برنده شد

## مرگ
در۹ژوئن ۲۰۱۴ مایال در خانه خود در بارنز، ریچموند-آن-تیمز، لندن، بر اثر حمله قلبی ناگهانی پس از دویدن درگذشت. مراسم خاکسپاری وی در ۱۹ ژوئن ۲۰۱۴ در کلیسای سنت جورج در دیتیزام، دوون انجام شد.
مایال در املاک خانوادگی خود، مزرعه مرتع، نزدیک توتنس در دوون به خاک سپرده شد.